# Сріблодзьоб
Сріблодзьо́б (Spermestes) — рід горобцеподібних птахів родини астрильдових (Estrildidae). Представники цього роду мешкають в Африці на південь від Сахари.

## Види
Виділяють п'ять видів:
- Сріблодзьоб сіроголовий (Spermestes griseicapilla)
- Сріблодзьоб чорноволий (Spermestes cucullata)
- Сріблодзьоб великий (Spermestes fringilloides)
- Сріблодзьоб строкатий (Spermestes bicolor)
- Сріблодзьоб східний (Spermestes nigriceps)[8]

## Етимологія
Наукова назва роду Sporopipes походить від сполучення слів дав.-гр. σπερμα — насіння, зерно і εστης — той, хто їсть.